# گیلمور دیوید کلارک

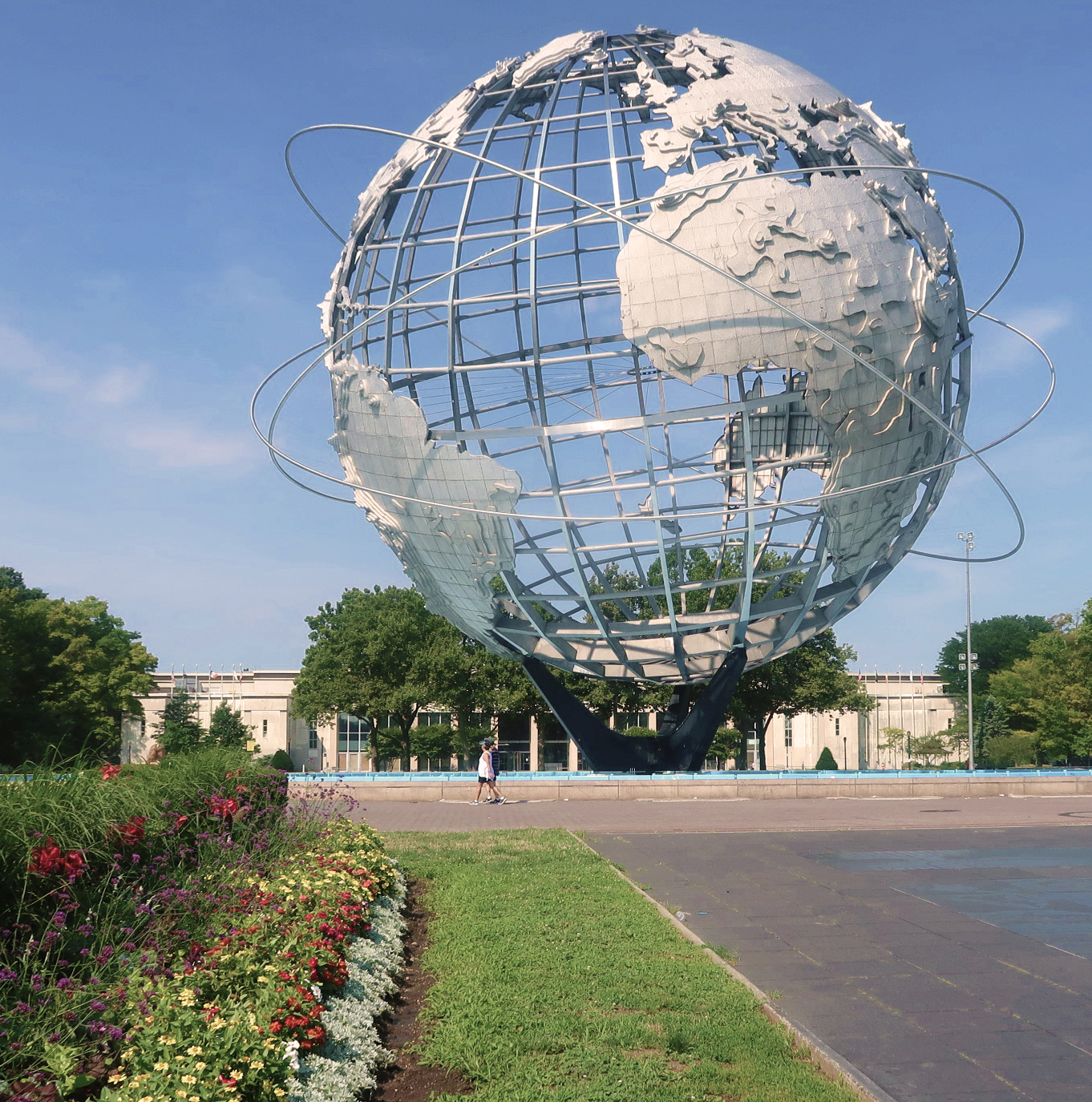
نمایی از یکی از سازه های کلارک واقع در نیویورک.

گیلمور دیوید کلارک (انگلیسی: Gilmore David Clarke; ۱۲ ژوئیهٔ ۱۸۹۲ – ۸ اوت ۱۹۸۲) مهندس، معمار، استاد دانشگاه و معمار منظر اهل ایالات متحده آمریکا بود.